# Vladimir Bigorra
Vladimir David Bigorra López (* 9. August 1954 in Santiago de Chile) ist ein ehemaliger chilenischer Fußballspieler und -trainer. Der Abwehrspieler gewann 1979 die Copa Chile mit Universidad de Chile. Der 21-malige Nationalspieler nahm an der Fußball-Weltmeisterschaft 1982 in Spanien teil.

## Vereinskarriere
Vladimir Bigorra spielte von seinem Debüt 1972 lange Zeit bei Universidad de Chile, für die er über 370 Ligaspiele absolvierte. Mit dem Klub aus der Hauptstadt gewann er 1979 die Copa Chile. Für den CD Cobresal spielte Bigorra nach seinem Wechsel 1984 sechs Jahre und beendete 1989 bei ihm seine Karriere. Er ist hinter Adolfo Nef und Luis Fuentes der Spieler mit den drittmeisten Einsätzen in der Primera División.

## Nationalmannschaftskarriere
Vladimir Bigorra gab sein Debüt für Chile im April 1974 beim 0:0-Unentschieden im Freundschaftsspiel gegen Haiti. Auf sein zweites Spiel im Trikot Chiles wartete Bigorra sechs Jahre und gehörte dann ab 1980 regelmäßig zum Kader der Nationalmannschaft. Er spielte die Qualifikation für die Weltmeisterschaft 1982 und wurde auch für das Endturnier in Spanien von Trainer Luis Santibáñez nominiert. In der Gruppenphase, in der Bigorra alle drei Spiele absolvierte, kassierte Chile drei Niederlagen und schied somit als Letzter der Gruppe A aus.
Die Weltmeisterschaft blieb das einzige große Turnier des 1,82 m großen Abwehrspielers und es kam erstmal auch kein weiteres Länderspiel hinzu. 1987 machte Bigorra bei einem Freundschaftsspiel gegen Brasilien sein letztes Länderspiel, als er in der 55. Spielminute für Gustavo Huerta eingewechselt wurde.

## Trainerkarriere
Vladimir Bigorra trainierte die U-17 bei der Weltmeisterschaft 1997 in Ägypten. Das Auswahl Chiles schied in der Gruppenphase als Dritter hinter Deutschland und Gastgeber Ägypten aus. 1999 dirigierte Bigorra die U-20 bei der Fußball-Südamerikameisterschaft in Argentinien, wo das Team den sechsten Platz belegte.
Als Trainer bei Klubmannschaft war Bigorra 2001 bei Deportes Puerto Montt und 2016 als Interimstrainer bei Unión Española, nachdem Fernando Vergara entlassen wurde. Zwischen diesen beiden Stationen arbeitete Bigorra als Co- und Jugendtrainer.

## Erfolge
Universidad de Chile
- Chilenischer Pokalsieger: 1979